# قائمة علماء النفس على طوابع البريد
هذه قائمة بأسماء علماء النفس والمساهمين في مجال علم النفس الذين تخلّد ذكرهم على طوابع البريد في جميع أنحاء العالم. اقتُبست المعلومات من قائمتين طوابعيتين نشرهما علماء النفس الدكتور جاري بروكاتو والدكتور جون د. هوجان في عام 1999 ومؤرخ علم النفس الدكتور لودي ت. بنيامين في عام 2003. تعرض القائمة اسم كل شخص مكرم ووصفًا موجزًا لمساهماته والدولة والسنة التى صدر فيها الطابع:

## ا
- أرسطو (384-322 ق.م): فيلسوف يوناني بارز، يُعتبر غالبًا أبا علم النفس "ما قبل العلمي" وكان كتابه "عن الروح" من أوائل الكتب التى تناولت التفاعل بين العمليات النفسية والفسيولوجية فضلًا عن مفهوم العقل البشري. وقد انحرف أرسطو عن المبادئ الفلسفية لمعلمه أفلاطون مؤكدًا على أهمية الملاحظة التجريبية وافترض أن الجسد والعقل موجودان كجوانب من نفس الكائن، وأن العقل هو أحد وظائف الجسد.

الطوابع الصادرة: اليونان (1956)؛ اليونان (1978)؛ قبرص (1978)؛ مالي (1978)؛ المكسيك (1978)؛ إسبانيا (1992)؛ أوروغواي (1996)؛ تشاد (2000)؛ جبل طارق (2009)؛ اليونان (2016)؛ البوسنة والهرسك (2018)
- القديس توما الأكويني (1225-1274): عالم لاهوتي إيطالي وقس كاثوليكي روماني من النظام الدومينيكي الذي تبنى نهج أرسطو التجريبي للطبيعة، مؤكدًا أن البشر يمتلكون قدرة فطرية لمعرفة العديد من الأشياء دون وحي إلهي خاص. لقد كان أيضًا يؤيد وحدة الجسد والروح ولكن وفقًا لإيمانه الكاثوليكي الروماني، كان يعتقد أن الروح كيان خالد، وليس مجرد وظيفة من وظائف الجسد نفسه. يعتبر عالم الأحياء وعالم الأعصاب والتر جيه فريمان الذي قاد البحث في الطريقة التى يولد بها الدماغ المعنى ويعالجه، أن عمل توما الأكويني حول "اتجاه العقل" كان بمثابة مقدمة لمفهوم الإدراك العصبي الحديث للقصدية.

الطوابع الصادرة: بلجيكا (1932)؛ كولومبيا (1938)؛ كولومبيا (1959)؛ نيكاراجوا (1968)؛ ألمانيا (1974)؛ إيطاليا (1974)؛ الفاتيكان (1974)؛ كولومبيا (1982)؛ سيراليون (1992)؛ أوغندا (1996)؛ أنتيغوا وبربودا (2000)؛ إيطاليا (2001) [إصداران مختلفان]؛ إيطاليا (2006)
- ابن سينا (980-1037): فيلسوف وطبيب وفيزيائي وفلكي فارسي كان من أوائل رواد الطب النفسي العصبي، ويبدو أنه كان أول طبيب يصف الهلوسة والرهاب والأرق والهوس والكوابيس والاكتئاب والخرف والصرع والشلل والسكتة الدماغية والدوار والرعشة، كما قدم مساهمات مهمة فيما يتعلق بعلم النفس الفسيولوجي والطب النفسي الجسدي من خلال التعرف على العلاقة بين الحالات العاطفية والأعراض الجسدية بين مرضاه وعلاجها. ولمعالجة الأعراض الفسيولوجية التى شعر أنها مرتبطة بالاضطرابات النفسية، طوّر ابن سينا مهمة ربط الكلمات والتي سبقت أعمال سيغموند فرويد وكارل يونج بحوالي ألف عام.

الطوابع الصادرة: لبنان (1948)؛ إيران (1950)؛ أفغانستان (1951)؛ جمهورية ألمانيا الديمقراطية (1952)؛ إيران (1962)؛ سوريا (1965)؛ الجمهورية العربية اليمنية (1966)؛ الكويت (1969)؛ إيران (1980)؛ بولندا (1952)؛ باكستان (1966)؛ مصر (1968)؛ الأردن (1971)؛ قطر (1971)؛ إيران (1974)؛ الجزائر (1980)؛ جزر القمر (1980)؛ دبي (1980)؛ الكويت (1980)؛ ليبيا (1980)؛ مالي (1980)؛ الاتحاد السوفييتي (1980)؛ تونس (1980)؛ تركيا (1980)؛ سوريا (1981)؛ إيران (1983)؛ المجر (1987)؛ إيران (1989)؛ إيران (1992)؛ الصومال (2003)؛ إيران (2004)؛ فرنسا (2005)؛ طاجيكستان (2005)

## ب

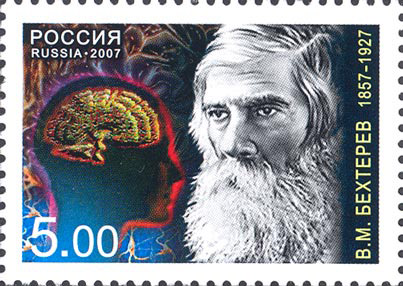
طابع بريدي روسي صدر تكريما لبختريف في عام 2007

- فلاديمير بختيريف (1857-1927): عالم أعصاب وطبيب نفسي روسي أسس مجال العلاج الانعكاسي النفسي بعد أن كيّف الأبحاث التى أجراها منافسه إيفان بافلوف على الكلاب في مجال التكييف الكلاسيكي لتجريبها على البشر، ويذكر أيضًا أنه أنشأ أول مختبر لعلم النفس التجريبي في روسيا في عام 1886 وأنشأ تصنيفًا مهمًا للأمراض العقلية في عام 1891 وأنشأ أول مجلة روسية عن الأمراض العصبية في عام 1896، علاوة على ذلك قدم بختريف مجموعة متنوعة من المساهمات الهامة في علم التشريح العصبي منها توضيح دور الحُصين في الذاكرة واكتشاف النواة الدهليزية العلوية و13 قوسًا منعكسًا مميزًا وتحديد مرض بختريف الذي يصيب العمود الفقري.

الطوابع الصادرة: الاتحاد السوفييتي (1952)؛ روسيا (2007)
- جورج فون بيكيسي (1899-1972): عالم فيزياء حيوية مجري قدم مساهمة رئيسية في مجال علم النفس البيولوجي من خلال إثبات أن الأصوات ذات الترددات المختلفة تخلق موجات متنقلة تبلغ ذروتها في مواقع مختلفة داخل قوقعة جهاز السمع لدى الثدييات. وقد نال هذا العمل جائزة نوبل في الطب أو علم وظائف الأعضاء في عام 1961.

الطوابع الصادرة: السويد (1984)
- جورج بيركلي (1685-1753): أسقف أنجلو-إيرلندي وفيلسوف تجريبي من العصر الحديث المبكر قدم مساهمات ملحوظة في مجال علم النفس الإدراكي. يُذكر أنه قدم نظرية اللا مادية والتي عُرفت فيما بعد باسم المثالية الذاتية والتي افترضت أن الأفراد لا يمكنهم معرفة سوى الأحاسيس والأفكار الخاصة بالأشياء بشكل مباشر، وليس التجريدات مثل "المادة"، بحيث يكون من المستحيل وجود شيء ما دون إدراكه.

الطوابع الصادرة: أيرلندا (1985)
- كلود برنارد (1813-1878): عالم فيزيولوجيا فرنسي، بالإضافة إلى عمله المشهور في مجال التوازن الداخلي ومخاطر السموم مثل أول أكسيد الكربون، اكتشف وظائف توسيع الأوعية الدموية وتضييق الأوعية الدموية في الجهاز العصبي "النباتي"، والذي عُرف فيما بعد بالجهاز العصبي اللاإرادي.

الطوابع الصادرة: فرنسا (1939)؛ الأرجنتين (1959)؛ فرنسا (1978)؛ موزمبيق (2002)

## ج
- جان مارتن شاركو (1825-1893): طبيب أعصاب فرنسي وأستاذ علم الأمراض التشريحية في مستشفى بيتي سالبيترير بباريس. أسس علم الأعصاب كنظام ثابت، حيث حدد و/أو أوضح طبيعة عدد لا يحصى من الاضطرابات العصبية، بما في ذلك التصلب الجانبي الضموري والصرع وشلل الأطفال والزهري العصبي والسكتات الدماغية ومتلازمة شاركو-ويلبراند ومرض شاركو-ماري-توث وتمدد الأوعية الدموية النخامية. وهو معروف بأفكاره حول موضوعات التنويم المغناطيسي والهستيريا، والتي أثرت على الأعمال اللاحقة للعديد من طلابه، منهم ألفريد بينيه وبيير جانيت وسيجموند فرويد.

الطوابع الصادرة: فرنسا (1960)
- أوغست كونت (1798-1857): فيلسوف فرنسي كان من أهم مؤيدي مدرسة الوضعية، فقد أكد على أن أي طريقة لاكتساب المعرفة يجب أن تقتصر على المناهج الطبيعية والفيزيائية والمادية. لقد كان لهذا المفهوم تأثير كبير على المدرسة السلوكية في القرن العشرين، وكذلك مجال التحليل الإحصائي الكمي الحديث. وكان كونت أيضًا أحد مؤسسي علم الاجتماع ويُعتقد أنه هو من صاغ مصطلح "إيثار".

الطوابع الصادرة: البرازيل (1957)؛ فرنسا (1957)؛ رومانيا (1957)

## د
- تشارلز داروين (1809-1882): عالم طبيعة إنجليزي قدم أدلة دامغة على أن جميع الكائنات الحية تطورت بمرور الوقت من أسلاف مشتركة من خلال عملية أطلق عليها اسم الانتقاء الطبيعي. نشر ثلاثة كتب استكشف فيها كيف يمكن فهم الصفات العقلية البشرية والحالات العاطفية باعتبارها نتائج للتطور؛ وتحديدًا "أصل الإنسان" في عام 1871 و"التعبير عن العواطف عند الإنسان والحيوان" في عام 1872 و"سيرة ذاتية لطفل" في عام 1877. كان لعمل داروين تأثيرات بعيدة المدى على النظرية والممارسة في علم النفس. وقد ساعد التركيز على تكيف الفرد مع البيئة في إرساء النظرة "الوظيفية" للعقل والسلوك البشري التى طورها فيما بعد مفكرون مثل جون ديوي وجيمس رولاند أنجيل، وأثرت على أعمال والد علم النفس المقارن (جورج رومانيس). علاوة على ذلك فقد أدى مفهوم الانتقاء الطبيعي إلى زيادة الاهتمام بالاختلافات الفردية بين أفراد النوع نفسه.

الطوابع الصادرة: الإكوادور (1935)؛ الإكوادور (1936)؛ ألمانيا الشرقية (1958)؛ تشيكوسلوفاكيا (1959)؛ بولندا (1959)؛ رومانيا (1959: الاتحاد السوفييتي (1959)؛ تورالو (1977)؛ جزر كوكوس (1981)؛ سانت هيلينا (1981)؛ أنتيغوا (1982)؛ أستراليا (1982)؛ الإكوادور (1982)؛ جزر فوكلاند (1982)؛ بريطانيا العظمى (1982)؛ الهند (1983)؛ موريشيوس (1982)؛ جزر سانت توماس والأمير (1982)؛ سيراليون (1982)؛ الإكوادور (1983)؛ جزر توركس وكايكوس (1984)؛ أستراليا (1986)؛ جزر كوكوس (1986)؛ غرينادا (1991)؛ كمبوديا (1992)؛ بريطانيا العظمى (1999)؛ كوريا الشمالية (1999)؛ بالاو (2000)؛ فيتنام (2000)؛ منغوليا (2002)؛ موزمبيق (2002)؛ ساو تومي وبرينسيبي (2003)؛ بريطانيا العظمى (2005)؛ جزيرة أسينشين (2006)؛ الكونغو (2006)؛ بريطانيا العظمى (2006)؛ كيريباتي (2006)؛ سانت هيلينا (2006)؛ غينيا بيساو (2007)؛ ساب تومي وبرينسيبي (2008)؛ جزيرة أسينشين (2009)؛ بلغاريا (2009)؛ جزر القمر (2009)؛ جيبوتي (2009)؛ جبل طارق (2009)؛ بريطانيا العظمى (2009) [3 مجموعات مميزة]؛ غيرنزي (2009)؛ غينيا (2009)؛ أيرلندا (2009)؛ إيطاليا (2009)؛ ميكرونيزيا (2009)؛ موزمبيق (2009)؛ نيفيس (2009)؛ بالاو (2009)؛ البرتغال (2009)؛ رواندا (2009)؛ فانواتو (2009)؛ الجابون (2010): توغو (2010)؛ مالي (2017)
- أليسون ديفيس (1902-1983): معلم أمريكي من أصل أفريقي وعالم أنثروبولوجيا ومؤلف وباحث وكان أول رجل أسود يشغل منصبًا كاملًا في هيئة التدريس في جامعة بيضاء كبيرة عندما انضم إلى طاقم جامعة شيكاغو في عام 1942. اشتهر بأبحاثه الرائدة في مجال معدلات الذكاء، فضلًا عن دراساته حول العرق والطبقة الجنوبية خلال ثلاثينات القرن العشرين. إضافة إلى ذلك، ساهم دعم ديفيس لـ"التعليم التعويضي" في إنشاء البرنامج التعليمي الفيدرالي "هيد ستارت".

الطوابع الصادرة: الولايات المتحدة (1994)
- جان أوفيد ديكرولي (1871-1932): معلم وطبيب نفس بلجيكي ركز نموذجه التعليمي على نهج يركز على الطفل مع الاعتراف بأهمية بيئة التعلم المثالية والتحديات التى يواجهها الطفل والتي تتناسب مع عمره والتركيز على الإبداع.

الطوابع الصادرة: بلجيكا (1981)، (2001)
- رينيه ديكارت (1596-1650): فيلسوف وعالم رياضيات فرنسي قدمت مفاهيمه مساهمات مبكرة وهامة في مجال علم النفس. كانت كتاباته المثيرة للجدل، بما في ذلك "مقال عن المنهج" في عام 1637 و"تأملات في الفلسفة الأولى" في عام 1642 و"مبادئ الفلسفة" في عام 1644، تفترض ثنائية جذرية بين العقل والجسد، مشيرة إلى أن الاثنين كيانان منفصلان مترابطان في الغدة الصنوبرية، وأن الإدراكات العقلية التى تمر عبر الآلية المعيبة في الجسم ليست دقيقة بالضرورة. لقد أثرت أفكاره العقلانية تأثيرًا كبيرًا على عصر التنوير وأثبتت النظام الفلسفي السائد حتى أعمال ديفيد هيوم وإيمانويل كانط. ورغم أن العديد من حجج ديكارت الفردية قد فقدت مصداقيتها منذ ذلك الحين، فإن رؤيته الشاملة للثنائية بين العقل والجسد مارست تأثيرًا قويًا على الأجيال اللاحقة من الفلاسفة وعلماء النفس.

الطوابع الصادرة: فرنسا (1937)؛ ألبانيا (1996)؛ فرنسا (1996)؛ موناكو (1996)؛ غرينادا (2000)؛ سيراليون (2000)؛ غينيا (2010)، ساحل العاج (2017)

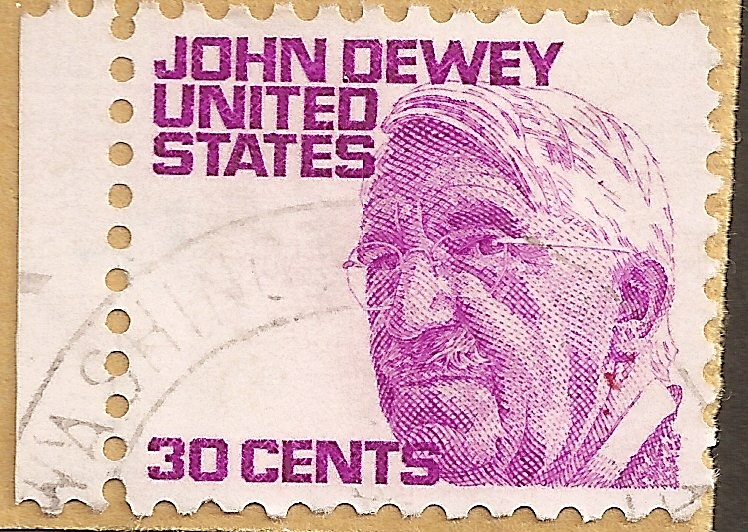
طابع بريدي أمريكي تكريما لديوي صدر سنة 1968

- جون ديوي (1859-1952): عالم نفس وفيلسوف ومربي تقدمي أمريكي يعتبر أحد مؤسسي المدرسة البرجماتية. وكان أيضًا شخصية رئيسية في علم النفس الوظيفي الأمريكي، نشر مقالًا عن القوس الانعكاسي في عام 1896 ويعتبر المقال الآن حجر الزاوية في هذا المجال. ساهم ديوي في تأسيس الجمعية الأمريكية لعلم النفس وانتخب رئيسًا لها في عام 1899.

الطوابع الصادرة: الولايات المتحدة (1968)
- دوروثيا ديكس (1802-1887): مصلح اجتماعي أمريكي كان من أوائل المؤيدين للمعاملة الإنسانية للأشخاص المصابين بأمراض عقلية، ومارس الضغط على الهيئات التشريعية للولايات والكونجرس الأمريكي مما أدى إلى بناء العديد من المصحات العقلية.

الطوابع الصادرة: الولايات المتحدة (1983)

## هـ
- جون إكليس (1903-1997): عالم أسترالي في مجال وظائف الأعصاب نال عن أبحاثه في المشابك العصبية جائزة نوبل في الطب وعلم وظائف الأعضاء عام 1963. تناولت العديد من أعماله مشكلة العقل والدماغ التى ظلت قائمة منذ فترة طويلة والتي تشكل محورًا أساسيًا في علم النفس.

الطوابع الصادرة: السويد (1984)
- كريستيان فون إيرينفيلز (1859-19320): فيلسوف ولد في روداون في النمسا، وهي قرية صغيرة بالقرب من فيينا. يُعتبر رائدًا مهمًا لعلم النفس الجشطالتي بشكل أساسي بسبب نشره في عام 1890 لكتابه "حول صفات الشكل". أكد هذا العمل على أن الكيانات، مثل اللحن، كانت أكثر من مجرد مجموع أجزائها (ملاحظات، في هذه الحالة): وبعبارة أخرى، كانت هناك جودة لا يمكن تعريفها فقط من خلال جمع الملاحظات. النسخة المألوفة من هذه المقدمة في علم النفس الجشطالتي هي أن "الكل يختلف عن مجموع أجزائه".

الطوابع الصادرة: السويد (1984)

## ف
- أوغست فوريل (1848-1931): كان فوريل طبيبًا نفسيًا سويسريًا. ويعتبر كتابه "المسألة الجنسية" (1906) أحد الأعمال المؤسسة لعلم السلوك الجنسي البشري.

طوابع: سويسرا (1971)
- سيجموند فرويد (1856-1939): فرويد، طبيب أعصاب نمساوي، هو مؤسس التحليل النفسي الذي كان نظرية للعقل الطبيعي والعصاب، بالإضافة إلى كونه طريقة للتحقيق في اللاوعي وطريقة للعلاج النفسي. كان تأثيره في المقام الأول على مجالات الشخصية وعلم النفس السريري، لكنه أثر على علم النفس على نطاق أوسع أيضًا، على سبيل المثال، من خلال الاعتراف بدور العمليات اللاواعية، والتأكيد على أهمية التجارب المبكرة في تشكيل السلوكيات اللاحقة، والإشارة إلى أن الاضطرابات النفسية يمكن أن تنتج عن أسباب نفسية بالإضافة إلى الأسباب الجسدية، ووضع عدد من آليات الدفاع التى يستخدمها الأفراد للتعامل مع القلق، والتأكيد على أهمية السلوك الجنسي.

الطوابع الصادرة: غرينادا (1973)، ليبيريا (1973)، النمسا (1981)، بريطانيا العظمى (1986)، كوبا (1993)، جزر مارشال (1997)، غيانا (1999)، بالاو (2000)، سانت فينسنت وجزر غرينادين (2000)، بلجيكا (2001)، الكونغو (2001)، النمسا (2006)، جمهورية التشيك (2006)

## ج
- ليليان مولر جيلبريث (1878-1972): كانت أطروحة جيلبريث للدكتوراه حول علم نفس الإدارة. في عام 1904 تزوجت من فرانك جيلبرت. وأصبحا معًا رائدين في حركة الإدارة العلمية التى بدأها فريدريك وينسلو تايلور. كان آل جيلبريث مشهورين بشكل خاص بدراساتهم للوقت والحركة، والبحث عن "أفضل طريقة" لأداء مجموعة متنوعة من مهام التصنيع. أنجب آل جيلبريث 12 طفلًا، مما أدى إلى تأليف كتاب وفيلم سينمائي بعنوان "أرخص بالدزينة". وعندما توفي فرانك في عام 1924، استمرت ليليان في إدارة شركتهما الاستشارية الهندسية والإدارية مدة 40 عامًا تقريبًا. بسبب عملها في مجال الهندسة (على سبيل المثال، تصميم المنتجات وتصميم المطبخ وكفاءة مكان العمل وإضاءة مكان العمل)، فإن ليليان جيلبريث معروفة في مجالات الهندسة أكثر من علم النفس. اعتُبرت "السيدة الأولى للهندسة"، وكانت أول امرأة تُقبل في الأكاديمية الوطنية المرموقة للهندسة. اقترحت هيئة البريد الأمريكية في عام 1983 إصدار طابع تذكاري لجيلبريث. كان الطابع البريدي يحمل صورتها وعنوان "السيدة الأولى للهندسة في أمريكا". ومع ذلك اعترضت جمعية علم النفس الأمريكية على العنوان وطالبت بإدراج حقيقة كونها طبيبة نفسية. عندما ظهر الطابع البريدي بقيمة 40 سنتًا في عام 1984 في سلسلة (Great Americans)، لم يكن يحمل أي كلمة سوى اسمها.

الطوابع الصادرة: السويد (1984)
- راجنار جرانيت (1900-1991): كان جرانيت طبيبًا فنلنديًا متخصصًا في علم وظائف الأعصاب. بدأ دراسته الجامعية في علم النفس العلمي في عام 1919 وكان مهتمًا بعمليات الرؤية ثُمّ حوّل اهتماماته إلى علم وظائف الأعضاء وحصل على شهادته الطبية في عام 1927. كرس حياته المهنية لفهم وظائف الأعصاب والكيمياء العصبية للرؤية. وطوّر تقنيات مبتكرة سمحت له بدراسة نشاط مستقبل بصري واحد. أثر عمله على العديد من علماء النفس العاملين في مجال الرؤية البشرية، وخاصة فيما يتعلق بإدراك الألوان. حصل جرانيت على جائزة نوبل في الطب أو علم وظائف الأعضاء في عام 1967 تقديرًا لعمله البصري.

الطوابع الصادرة: سويسرا (1996)

## ح
- هيرمان فون هيلمهولتز (1821-1894): هو عالم ألماني لم ير سوى القليل من الحدود في مساعيه. تلقى تعليمه الرسمي في مجال الطب، لكنه ساهم في العديد من المجالات، وخاصة الفيزياء وعلم وظائف الأعضاء وعلم النفس والفلسفة وعلم الفلك. شغل منصب أستاذ في العديد من الجامعات الألمانية الهامة وخاصة جامعة هايدلبيرج وجامعة هومبولت في برلين. كان فيلهلم فونت، مؤسس علم النفس، عمل مساعد باحث لهيلمهولتز في هايدلبيرج أكثر من ست سنوات. تشمل مساهمات هلمهولتز العديدة في علم النفس الدراسات الأولى لقياس سرعة التوصيل في الأعصاب ونظرية رؤية الألوان ونظرية إدراك درجة الصوت السمعية. قبل عمل هلمهولتز، كان يُعتقد أن الأعصاب تنقل النبضات بشكل فوري وبالتالي بسرعة لا يمكن قياسها، وقد أثبت هلمهولتز خطأ هذا الاعتقاد وأن سرعات التوصيل قابلة للقياس بسهولة. لقد أتاح هذا الاكتشاف إمكانية إجراء العديد من الدراسات حول وقت رد الفعل والتي حددت الكثير من الأعمال المبكرة في علم النفس الجديد.

الطوابع الصادرة: ألمانيا (1927)، ألمانيا الغربية (1961)، (1974)
- ديفيد هوبل (1926-2013): وُلِد هوبل في كندا لأبوين أمريكيين ونشأ في مونتريال. تلقى تعليمه في مجال الطب إلا أنه أمضى حياته البحثية الطويلة في دراسة الرؤية، وتحديدًا معالجة المعلومات في القشرة البصرية. اشتهر بتعاونه مع عالم الأعصاب السويدي تورستن فيزيل عندما كانا يعملان في جامعة جونز هوبكنز. وقد أدى عملهما إلى حصولهما على جائزة نوبل في علم وظائف الأعضاء أو الطب في عام 1981. عند دراسة القشرة البصرية في القطط اكتشف الباحثون أن هناك ترتيبات محددة للخلايا أطلقوا عليها اسم الخلايا البسيطة والمعقدة، والتي كانت مسؤولة عن اكتشاف الحواف والحركة واللون. كان هذا العمل مفتاحًا لفهم كيفية معالجة الدماغ للمعلومات القادمة من القضبان والمخاريط.

الطوابع الصادرة: السويد (1984)

## ج
- كارل غوستاف يونغ (1875-1961): هو طبيب نفسي سويسري انجذب في البداية إلى التحليل النفسي لسيجموند فرويد. شعر فرويد أن يونج سيكون الوريث الواضح لعمله، ولكن بعد سبع سنوات من تدربه على يد فرويد، وصلت صداقتهما إلى نهاية مريرة عندما تجرأ يونج على رفض بعض مبادئ فرويد. أطلق يونج على علم النفس الخاص به اسم علم النفس التحليلي لتمييزه عن التحليل النفسي الفرويدي. قسم يونج اللاوعي إلى قسمين: شخصي وجماعي. كان الرأي السابق مشابهًا لآراء فرويد التى كانت ترى أن اللاوعي هو مصدر الرغبات والدوافع المكبوتة. يمثل اللاوعي الجماعي الذكريات العنصرية للفرد والتي تحتوي على تجارب الأجيال السابقة والتي كانت محفورة عميقًا في اللاوعي. في قلب اللاوعي الجماعي كان هناك ما أسماه يونج بالنماذج الأولية التى تجعل الأفراد أكثر استعدادًا للتصرف بطرق معينة. كان تأثيره الأعظم على علم النفس العلمي هو تحديده لمفاهيم الانطواء والانفتاح، وهي مفاهيم مهمة في دراسة الشخصية وفي علاجات التغيير السلوكي.

الطوابع الصادرة: غرينادا (1973)، سويسرا (1978)، الكونغو (2001)

## ك
- إيمانويل كانط (1724-1804): هو فيلسوف ألماني يُعتبر الصوت الأكثر أهمية في عصر التنوير. أشهر أعماله هو كتاب "نقد العقل الخالص" الذي نشر عام 1781. أثرت أعماله على العديد من المجالات العلمية بما فيها علم النفس من خلال معالجتها للعمليات المعرفية مثل التفكير والإدراك.

الطوابع الصادرة: ألمانيا الشرقية (1950)، ألمانيا الغربية (1971)، ألمانيا (1994)

## ل
- جوتفريد فيلهلم لايبنتز (1646-1716): يعتبر لايبنتز، عالم الرياضيات والفيلسوف الألماني، مثل إيمانويل كانط، بمثابة المؤثر الرئيسي على علم النفس لفيلهلم فونت الذي أسس أول مختبر أبحاث في علم النفس في عام 1879. كتب لايبنتز عن الانتباه والوعي والارتباط والذاكرة والإدراك والتي كانت ولا تزال مفاهيم محورية في علم النفس العلمي، ووجدت كتاباته تعبيرًا أكثر اكتمالًا في كتب فونت المبكرة في علم النفس.

الطوابع الصادرة: ألمانيا (1926)، 1950، (1966)، رومانيا (1966)، ألمانيا الغربية (1980)، ألمانيا (1996)، تشاد (2015)

## م
- إيجاز مونيز (1874-1955): هو طبيب برتغالي حصل على جائزة نوبل في الطب وعلم وظائف الأعضاء عام 1949. ربما تكون هذه جائزة نوبل الوحيدة التى ينبغي للأكاديمية السويدية استعادتها. وقد فاز مونيز بالجائزة عن تقنيته الجراحية التى وصفها بأنها علاج لأنواع معينة من الأمراض العقلية، وخاصة الفصام والاكتئاب. وقد زعم أن العديد من الأمراض العقلية ناجمة عن اتصالات عصبية غير طبيعية في الفصوص الأمامية من الدماغ. وهكذا طوّر إجراءًا جراحيًا لإزالة بعض هذه الاتصالات عن طريق القطع في الفصوص الجبهية، وهو الإجراء المعروف باسم استئصال الفص الجبهي وقد أُجريت مئات الآلاف من هذه العمليات في جميع أنحاء العالم وكانت النتائج مأساوية في كثير من الأحيان مما دفع بعض البلدان إلى حظر استخدامها في وقت مبكر من عام 1950. اختفت عمليات استئصال الفص الجبهي إلى حد كبير بحلول سبعينات القرن العشرين. ولم تفرض الولايات المتحدة حظرًا مطلقًا على هذه الجراحة، ولكن الأدوية النفسية والجراحات النفسية الأكثر دقة حلت محل عملية استئصال الفص الجبهي لعلاج الأمراض العقلية.

الطوابع الصادرة: البرتغال (1966)، (1974)، (1983)، (1999)
- ماريا مونتيسوري (1870-1952): هي مونتيسوري طبيبة ومعلمة إيطالية بدأت حياتها المهنية بدراسة الأطفال ذوي الإعاقات الذهنية، وخاصة الأطفال الذين يمكن وصفهم بأنهم متأخرون في النمو. وقد قادها عملها إلى إنشاء مدرسة مختبرية تقدم ممارسات قائمة على العلم لتلبية احتياجات هؤلاء الأطفال وأكاديمية (المدرسة التقويمية) لتدريب المعلمين على استخدام أساليبها. اعتقدت مونتيسوري أن الأطفال لديهم دافع داخلي للتعلم وأن الممارسات التعليمية يجب أن تعترف بذلك وتكافئه. وقد ركزت أساليبها على تطوير الإبداع من خلال السماح للأطفال بتوجيه جزء كبير من عملية التعلم الخاصة بهم. من الممكن العثور على "مدارس مونتيسوري" في جميع أنحاء العالم اليوم. وفقًا للجمعية الأمريكية لمونتيسوري، يوجد اليوم ما يقرب من 22000 مدرسة مونيتسوري في 110 دول على الأقل.

الطوابع الصادرة: الهند (1970)، إيطاليا (1970)، باكستان (1970)، إيطاليا (2007)

## ص
- بيرثا بابنهايم (1859-1936): لن يتعرف سوى عدد قليل جدًا من علماء النفس على اسم بيرثا بابنهايم، لكن الكثيرين سيتعرفون على اسمها المستعار، آنا أو. آنا أو. هي الحالة السريرية الأكثر شهرة في تاريخ التحليل النفسي. عندما كانت في الحادية والعشرين من عمرها تقريبًا، طلبت المساعدة النفسية، حيث ظهرت عليها مجموعة واسعة من الأعراض، بما في ذلك الصداع والشلل الجزئي وفترات من الإثارة المفرطة وفقدان الإحساس. وكان معالجها هو الطبيب النمساوي جوزيف بروير. شارك بروير علاجه لآنا أو. مع سيجموند فرويد، وكان فرويد مفتونًا بالحالة وبالوسائل التى استخدمها بروير لعلاجها (المشار إليها بشكل مختلف باسم "العلاج بالكلام" أو "العلاج التطهيري") في عام 1895، عندما نشر بروير وفرويد كتابًا عن دراسات الحالة النفسية، كانت حالة آنا أو. هي الفصل الافتتاحي. وكانت قضيتها أيضًا موضوع المحاضرة الافتتاحية لفرويد في عام 1909 أثناء زيارته الوحيدة للولايات المتحدة. ظلت هوية آنا أو. غير معروفة حتى كشف إرنست جونز، كاتب سيرة فرويد، عن هويتها الحقيقية في الخمسينات من القرن العشرين. كانت بابنهايم، النمساوية المولد، رائدة في مجال العمل الاجتماعي وناشطة نسوية. ظهر طابعها الألماني في سلسلة بريدية بعنوان "محسنو البشرية".

الطوابع الصادرة: ألمانيا، 1954
- إيفان بتروفيتش بافلوف (1849-1936): حصل بافلوف على جائزة نوبل في الطب أو علم وظائف الأعضاء لعمله في مجال فسيولوجيا الهضم، بما في ذلك الأبحاث المبتكرة حول إفراز اللعاب. كان أول روسي يحصل على جائزة نوبل. ومع ذلك، فهو معروف في علم النفس بدراساته للتعلم لدى الكلاب، وخاصة التكييف الكلاسيكي، والذي يسمى أيضًا التكييف البافلوفي. وقد ثبت أن هذا البحث كان له أهمية خاصة في ظهور المدرسة السلوكية كمدرسة مهيمنة في علم النفس الأمريكي. وقد ألقى عمله الضوء على معالم مثل هذه البنى النفسية مثل الانقراض، والتعافي التلقائي، والتعميم، والتمييز، والمثبطات المشروطة، وغيرها الكثير. كان بحثه في مجال التكييف مهمًا للغاية لدرجة أنه تم ترشيحه أربع مرات أخرى في عشرينات القرن العشرين لجائزة نوبل، على الرغم من أنه لم يفز بالجائزة الثانية.

الطوابع الصادرة: الاتحاد السوفييتي (1949)، رومانيا (1952)، الأرجنتين (1959)، السويد (1964)، الاتحاد السوفييتي (1969)، المجر (1989)، الاتحاد السوفييتي (1991)، كوبا (1993)، تشاد (1997)، سانت فينسنت وجزر غرينادين (2001)، غينيا بيساو (2005)، ساو تومي وبرينسيبي (2008)، تشاد (2010)
- وايلدر جريفز بنفيلد (1891-1976): ولد بينفيلد في سبوكان بواشنطن وبدأت مسيرته المهنية كجراح أعصاب في الولايات المتحدة، إلا أن أهم سنواته أمضاها في كندا في جامعة ماكجيل فقد كان أحد مؤسسي معهد ومستشفى مونتريال للأعصاب. طوّر هناك الإجراءات الجراحية التى سمحت له بدراسة وظائف المخ لدى المرضى الواعين والذين كانوا تحت تأثير التخدير الموضعي فقط. كان الهدف من هذا العمل هو القضاء على أعراض الصرع، لكنه قدم خريطة مفصلة لوظائف المخ، وحدد مناطق المخ المسؤولة عن مختلف الوظائف الحسية والحركية. ولا تزال خرائط الدماغ التى نشرها في الخمسينات من القرن العشرين والتي توضح موقع القشرة المخية، مستخدمة حتى يومنا هذا.

الطوابع الصادرة: كندا (1991)
- يوهان هاينريش بيستالوزي (1746-1827): هو فيلسوف ومعلم سويسري أثرت فلسفته التربوية وأساليبه التدريسية بشكل كبير على الممارسات التربوية في العديد من البلدان وعلى مجال علم النفس أيضًا وخاصة علم النفس التربوي. لقد أدرك حقيقة الاختلافات الفردية وكان يعتقد أن التدريس يجب أن يتناسب مع ذلك، بما في ذلك تقسيم الأطفال حسب القدرة وليس العمر. عمل على تعزيز تدريب المعلمين. وشجع التعلم النشط والتعلم من خلال الطلاب وإثراء التجارب الحسية والرحلات الميدانية.

الطوابع الصادرة: سويسرا (1927)، (1946)
- جان بياجيه (1896-1980): هو عالم نفس سويسري معروف بشكل خاص بنظريته المرحلية حول التطور المعرفي للأطفال. في الواقع كانت درجة الدكتوراه التى حصل عليها في علم الحيوان، لكن عمله المبكر كان مع مجموعة متميزة من علماء النفس بما في ذلك ألفريد بينيه وثيودور سيمون وإدوارد كلاباريد. لقد استخدم أساليب تحقيق غير تقليدية تمامًا بما في ذلك دراسة أطفاله. وأكد أن طرح الأسئلة العميقة على الأطفال حول إدراكاتهم يسمح بفهم أكثر اكتمالًا للعمليات العقلية المعنية. سيطرت نظريته المرحلية في التطور المعرفي على علم النفس طوال معظم القرن العشرين، إلا أن الأعمال الأحدث تحدت وجهات نظره وأساليب بحثه.

الطوابع الصادرة: سويسرا (1996)
- فيليب بينيل (1745-1826): هو طبيب ومصلح اجتماعي فرنسي كان مسؤولًا عن ملجأين للأمراض العقلية في باريس بعد فترة وجيزة من الثورة الفرنسية، أولًا بيستر ثم سالبيتريير. كان منزعجًا من معاملة المرضى العقليين وطالب باتخاذ تدابير أكثر إنسانية. وأدرك أنهم كانوا يعاملون معاملة السجناء وليس معاملة المرضى، وأن معاملتهم كانت تنطوي في كثير من الأحيان على الضرب والعزلة فترات طويلة والتقييد بالسلاسل. وباعتباره مشرفًا على هذه المصحات، سعى إلى القضاء على مثل هذه الممارسات وقام بتدريب موظفي المستشفى على فلسفته العلاجية التى أطلق عليها العلاج الأخلاقي. يوجد اليوم تمثال كبير لبينيل عند مدخل أراضي سالبيترير.

الطوابع الصادرة: فرنسا (1958)
- جان إيفانجليستا بوركيني (1787-1869): هو عالم تشريح وعالم وظائف الأعضاء تشيكي معروف بشكل أفضل بين علماء النفس في أمريكا الشمالية وألمانيا باسم يان بوركينجي. وفي عشرينات القرن التاسع عشر، نشر مجلدين عن فسيولوجيا الحواس، وخاصة البصر، مما أثر بشكل كبير على دراسة الإدراك في علم النفس. تُعرف إحدى الظواهر الموصوفة في هذا العمل الآن باسم تأثير بوركينجي أو تحول بوركينجي، والذي ينص على أنه مع انخفاض شدة الضوء (على سبيل المثال في المساء عندما تغرب الشمس)، يُرى أن الأجسام الحمراء تتلاشى بشكل أسرع من الأجسام الزرقاء عندما يكون كلاهما في الواقع بنفس السطوع.

الطوابع الصادرة: تشيكوسلوفاكيا (1937)، (1987)

## ر
- سانتياغو رامون إي كاخال (1842-1934): هو عالم أعصاب إسباني كان ذا أهمية كبيرة لعلم النفس فقد افترض نظريته المشبكية للذاكرة، والتي افترضت أن نمو الاتصالات العصبية الجديدة في الدماغ هو أساس تكوين الذكريات. وعلى هذا النحو، تعمل الخلايا العصبية كمواقع لمعالجة المعلومات. أسس عمله ما أطلق عليه اسم "مبدأ الخلايا العصبية"، والذي يفسر العلاقة بين الخلايا العصبية والمشابك في النقل العصبي. وقد حصل على جائزة نوبل في الطب أو علم وظائف الأعضاء في عام 1906 عن هذه المساهمات وغيرها في علم وظائف الأعصاب والتشريح.

الطوابع الصادرة: إسبانيا (1934)، (1952)، السويد (1966)، كوبا (1993)
- هيرمان رورشاخ (1884-1922): من المعروف أن رورشاخ هو من نشر بقع الحبر التى تحمل نفس اسمه في عام 1921. كان رورشاخ ينوي استخدام البقع الغامضة في تشخيص مرض انفصام الشخصية، ولكنه توفي بسبب التهاب الصفاق في العام التالي عن عمر يناهز 37 عامًا، ووجدت بقعه استخدامات جديدة لدى أطباء سريريين آخرين. ازدادت شعبية واستخدام بقع الحبر التى رسمها لتصبح أداة تقييم رئيسية لدراسات الشخصية وتشخيص الأمراض الذهانية. يعتمد اختبار رورشاخ على مفهوم فرويد للإسقاط، أي أن الفرد عندما يصف ما يراه في البقع، فإنه سوف يسقط عليها القلق والمخاوف المكبوتة التى تكشف عن اللاوعي. وقد حظي الاختبار باستخدام كبير كأداة في علم النفس السريري منذ ثلاثينات القرن العشرين وحتى الستينات. ومع ذلك، فإن الأبحاث التى أجريت في سبعينات القرن العشرين وما بعدها شككت في موثوقيتها وصلاحيتها. لا يزال هذا الأسلوب مستخدمًا حتى يومنا هذا، ولكن هناك مجموعة أخرى من الأساليب الأكثر موضوعية تهيمن على مجال التقييم في القرن الحادي والعشرين.

الطوابع الصادرة: ميكرونيزيا (2000)

## س
- هانز سيلي (1907-1982): هو طبيب نمساوي كندي معروف بعمله في مجال التوتر. وقد وُصفت متلازمة التكيف العام لديه في كل كتاب مدرسي تمهيدي لعلم النفس تقريبًا. تتكون المتلازمة من ثلاث مراحل تبدأ بمرحلة الإنذار، تليها مرحلة المقاومة، وإذا لم تكن هذه المرحلة فعالة في تقليل التوتر بشكل كافٍ، فستحدث المرحلة الثالثة وهي الإرهاق وربما الموت. بفضل عمله في مجال التوتر، رُشّح سنوات عديدة لجائزة نوبل في علم وظائف الأعضاء أو الطب، لكنه لم يفوز بالجائزة.

الطوابع الصادرة: كندا (2000)
- روجر وولكوت سبيري (1913-1994): هو طبيب نفسي حصل على درجة الماجستير في علم النفس ولكن حصل على درجة الدكتوراه في علم الحيوان. ومع ذلك، فقد قام بأعمال ما بعد الدكتوراه مع عالم النفس كارل لاشلي والتي ساهمت بشكل مهم في تشكيل وجهات نظره حول وظيفة الدماغ. كان أهم عمل قام به سبيري، وبالتأكيد أهم أعماله في علم النفس، هو دراساته حول تقسيم الدماغ، وهي الأبحاث التى بدأت في عام 1959. من خلال عمله مع القطط والقرود والبشر، تمكن سبيري من قطع الجسم الثفني، وهو المفصل الرئيسي الذي يربط بين نصفي الدماغ. أجريت هذه الجراحات الدماغية عند البشر للسيطرة على الصرع. وكان من المفترض أن تكون آثار فصل نصفي الدماغ كارثية، ولكن من المدهش أن التغيرات السلوكية كانت في كثير من الأحيان طفيفة ويصعب ملاحظتها إلا عند استخدام تقنيات تحقيق خاصة. طوّر سبيري هذه التقنيات التى أظهرت أن نصفي الدماغ لديهما بعض الوظائف المختلفة وليسا مجرد نسخ مكررة من بعضهما البعض. وقد حصل على جائزة نوبل في الطب أو علم وظائف الأعضاء عام 1981 عن هذا العمل.

الطوابع الصادرة: النمسا (1984)

## و
- ألفريد راسل والاس (1823-1913): هو عالم طبيعة بريطاني توصل بشكل مستقل إلى تفسير التطور من خلال الانتقاء الطبيعي. وبما أنه كان على علم بعمل داروين في هذا الموضوع، فقد أرسل والاس إلى داروين في عام 1858 مخطوطة مختصرة لنظريته عبر البريد، والتي أدرك داروين أنها عبارة عن بيان عارٍ لأفكاره الخاصة. لقد كان داروين مدمرًا. لقد عمل على هذه النظرية بشكل سري إلى حد كبير مدة عشرين عامًا تقريبًا، والآن أصبح على وشك فقدان كل الفضل في هذا العمل. إن القصة الكاملة لهذا الوضع تتجاوز نطاق هذه المقالة، ولكن العديد من الروايات العلمية تصف تاريخه وحله. كان والاس سيستمتع بمسيرة مهنية حافلة بالإنجازات العلمية الكبيرة. لكن تم إدراجه هنا بسبب نظريته في التطور التى أثرت بشكل كبير على علم النفس كما أثرت على العديد من العلوم الأخرى.

الطوابع الصادرة: ساو تومي وبرينسيبي (2009)، بريطانيا العظمى (2010)
- تورستن فيزيل (1924 - ): هو عالم أعصاب سويدي، وقد فاز مع ديفيد هوبل بجائزة نوبل في الفسيولوجيا أو الطب عام 1981 بفضل تعاونهما في مجال البنية الخلوية ووظيفة القشرة البصرية (انظر المدخل السابق عن ديفيد هوبل).

الطوابع الصادرة: السويد (1996)